# Sceloporus smithi
Espèce
Synonymes
- Sceloporus variabilis smithi Hartweg & Oliver, 1937

Statut de conservation UICN

 LC  : Préoccupation mineure
Sceloporus smithi est une espèce de sauriens de la famille des Phrynosomatidae.

## Répartition
Cette espèce est endémique du Mexique. Elle se rencontre dans les États du Chiapas et d'Oaxaca.

## Étymologie
Cette espèce est nommée en l'honneur d'Hobart Muir Smith.

## Publication originale
- Hartweg & Oliver, 1937 : A contribution to the herpetology of the isthmus of Tehuantepec. I. The Scelopori of the Pacific Slope. Occasional Papers of the Museum of Zoology, University of Michigan, no 356, p. 1-9 (texte intégral).